# Jeskyně Na Špičáku
Jeskyně Na Špičáku nacházející se pod kopcem Velký Špičák mezi obcemi Supíkovice a Písečná na Jesenicku jsou nejstarší písemně doložené jeskyně ve střední Evropě (první písemná zmínka pochází z roku 1430 — Antonius Walle). Jeskyně sloužila často jako úkryt, o čemž svědčí četné nápisy na stěnách (nejstarší z roku 1519). V roce 2014 byly dokončeny restaurátorské práce, převážně v centrální části jeskyně, na nástěnných malbách pocházející z období pozdního středověku až počátku 20. století.
V letech 1884 – 1885 byla jeskyně pro veřejnost zpřístupněná Moravskoslezským sudetským horským spolkem. Přes 400 metrů dlouhý podzemní labyrint chodeb a puklin je vytvořen v devonských mramorech. Vývoj krasových prostor byl výrazně ovlivněn tavnými (tajícími) vodami ustupujícího ledovce, které daly jeskyním chodbám konečnou podobu (srdcovitý profil). Provozovatelem je Správa jeskyní České republiky. Prohlídková trasa v jeskyni je 230 metrů dlouhá.
Jeskyně jsou součástí rozptýleného Jesenického krasu, kde se nachází i turisticky přístupná jeskyně Na Pomezí.
Lokalita požívá ochrany coby národní přírodní památka Na Špičáku.